# Marine Bolliet
Marine Bolliet, née le 14 janvier 1988 à Chambéry, est une biathlète française, licenciée dans le club de La Féclaz. Championne du monde junior du relais féminin en 2007, elle a participé aux Jeux olympiques d'hiver de 2014 et à la coupe du monde où elle monte sur un premier podium en relais obtenu le 4 janvier 2012 à Oberhof aux côtés de Marie Dorin Habert, Anaïs Bescond et Sophie Boilley.

## Biographie
Marine Bolliet commence le biathlon en 2003. Médaillée de bronze en relais féminin aux mondiaux des jeunes en 2006, elle devient championne du monde junior en relais féminin en 2007 aux côtés de Marie-Laure Brunet et de Laure Bosc.
C'est à Oberhof en 2009 que Marine fait ses débuts en coupe du monde avec une soixante-deuxième place en sprint. Elle poursuit son apprentissage au haut niveau avec trois étapes de coupe du monde en 2011 à Ruhpolding, Anthloz-Anterselva et Oslo où sa meilleure performance est une quarantième place en sprint à Ruhpolding. Elle déclare avoir eu une prise de conscience lors de cette saison sur le plan mental et physique.
Elle participe à toute la saison de Coupe du monde 2011-2012 avec des performances plus régulières tout en incorporant l'équipe de France militaire. Elle se classe à trois reprises dans les points à Hochfilzen (deux fois en sprint et une fois en poursuite). Après la coupure de fin d'année, elle participe à son premier relais en remplaçant Brunet malade, en troisième relayeuse. Elle parvient à maintenir le rang de l'équipe et transmettre le relais en quatrième position à Sophie Boilley. Cette dernière profite de la contre-performance de Magdalena Neuner au tir debout (cinq balles sorties) pour s'emparer de la troisième place : Marine Bolliet monte ce 4 janvier 2012 à Oberhof sur son premier podium de coupe du monde. Deux jours plus tard, elle se classe seizième du sprint, meilleure performance individuelle de sa carrière jusque là.
Elle remporte le sprint féminin au championnat du monde militaire à Annecy-Le Grand Bornand en 2013.
En février 2014, quelques semaines après sa douzième place sur le sprint d'Oberhof, elle prend part aux Jeux olympiques de Sotchi. Elle y dispute une seule épreuve, l'individuel, qu'elle termine 26e.
Au début de la saison 2014-2015 à Östersund, elle entre pour la première fois dans le top 10 d'une épreuve de Coupe du monde en terminant huitième de la poursuite. En janvier 2015, trois ans après son premier podium en relais à Oberhof, elle a l'occasion d'y remonter après à la deuxième place de l'équipe française, au sein de laquelle elle assure une bonne prestation en première relayeuse (deux pioches). Elle boucle la saison 2014-2015, la meilleure de sa carrière, au 30e rang du classement général de la coupe du monde.
L'hiver suivant, elle subit la concurrence en équipe de France et ne parvient pas à conserver sa place en Coupe du monde : elle est reléguée en IBU Cup après l'étape d'Hochfilzen. Avant de prendre sa retraite sportive au printemps 2016, elle quitte la scène internationale sur des podiums à Martell en IBU Cup (une victoire et une troisième place en sprint, une deuxième place en relais mixte). Également victorieuse d'un individuel à Brezno au cours de la saison, elle se classe finalement 5e du général de l'IBU Cup 2015-2016.
Elle exerce comme kinésithérapeute depuis la fin de sa carrière sportive.

## Palmarès

### Jeux olympiques d'hiver
| Épreuve / Édition           | Individuel | Sprint | Poursuite | Départ en masse | Relais | Relais mixte |
| Jeux olympiques 2014 Sotchi | 26e        | —      | —         | —               | —      | —            |

Légende :
- — : épreuve non disputée par Marine Bolliet

### Coupe du monde
- Meilleur classement général : 30e en 2015.
- Meilleur résultat individuel : 8e place.
- 2 podiums en relais.

#### Classements détaillés
| Saison    | Classement général final | Points |
| 2009-2010 | Non classée              | 0      |
| 2010-2011 | 96e                      | 2      |
| 2011-2012 | 62e                      | 62     |
| 2012-2013 | 50e                      | 95     |
| 2013-2014 | 50e                      | 122    |
| 2014-2015 | 30e                      | 245    |
| 2015-2016 | 79e                      | 22     |

### Championnats du monde junior
- Médaille de bronze du relais en 2006 (jeune).
- Médaille d'or du relais en 2007.

### Championnats d'Europe

#### Sénior
- Médaille de bronze du sprint en 2011.
- Médaille d'argent de la poursuite en 2011.

#### Junior
- Médaille d'or du sprint et de la poursuite en 2008.
- Médaille de bronze du sprint et de la poursuite en 2009.

### IBU Cup
- 5e du classement général en 2016.
- 11 podiums individuels, dont 2 victoires.